# Inspección tributaria en España
La inspección tributaria en España es el conjunto de actividades administrativas, encuadradas dentro de la aplicación de los tributos del sistema fiscal español, dirigidas a la efectiva aplicación del sistema tributario en los términos fijados por la Ley. La inspección también puede ser entendida como el conjunto de órganos que desarrollan la actividad inspectora antes descrita.
En España, de acuerdo con la distribución de competencias existente entre las distintas administraciones públicas, se distingue, entre la inspección de los tributos del Estado, la inspección de los tributos de las comunidades autónomas y la inspección de los tributos locales. Las actuaciones de inspección de la administración del Estado están asignadas a la Agencia Estatal de Administración Tributaria. La normativa básica sobre la inspección tributaria en España está contenida en la Ley General Tributaria (Ley 58/2003) y en el Reglamento de Aplicación de los Tributos (Real Decreto 1065/2007, de 27 de julio, por el que se aprueba el Reglamento General de las actuaciones y los procedimientos de gestión e inspección tributaria y de desarrollo de las normas comunes de los procedimientos de aplicación de los tributos).

## Clases de actuaciones
La inspección tributaria comprende el siguiente conjunto de funciones administrativas:
- La investigación de los supuestos de hecho de las obligaciones tributarias para el descubrimiento de los que sean ignorados por la Administración, lo que constituye en definitiva el contenido propio y principal de la inspección. Entre estas actuaciones se comprenden las que tienen por objeto la investigación de los hechos imponibles para el descubrimiento de los que sean ignorados por la Administración, así como las dirigidas a la comprobación de la veracidad y exactitud de las declaraciones y autoliquidaciones presentadas por los obligados tributarios, y regularizar la situación tributaria de los mismos mediante las correspondientes liquidaciones.
- La obtención de información relacionada con la aplicación de los tributos. Dentro de las específicas funciones de los órganos de inspección, se les encomienda realizar, por propia iniciativa o a solicitud de otros órganos administrativos, actuaciones de obtención de información que conduzcan a la aplicación de los tributos, con el objeto de conocer los datos y antecedentes de cualquier naturaleza sean propios o de terceros. Estas solicitudes de información se pueden llevar a cabo en el desarrollo de una actuación inspectora o como procedimiento independiente.
- La información a los obligados tributarios con motivo de las actuaciones inspectoras sobre sus derechos y obligaciones y la forma en que deben cumplirlas.
- El asesoramiento e informe a los órganos de la Administración.
- La realización de las intervenciones tributarias de carácter permanente o no, que se rigen por su normativa específica.

## Facultades de la Inspección
De acuerdo con la Ley General Tributaria (Ley 58/2003), la inspección tributaria dispondrá  de las siguientes facultades:

### Examen de la documentación
En las actuaciones de comprobación e investigación , y de obtención de información, la Inspección puede exigir el examen de documentación lo que se concreta en:
- Se deben poner a disposición de la Inspección los documentos, libros, soportes contables, ficheros, facturas, justificantes, correspondencia con trascendencia tributaria, bases de datos informatizadas, programas, registros y archivos informáticos relativos a actividades económicas desarrolladas.
- Deben aportarse cuantos documentos o antecedentes sean precisos para probar los hechos y circunstancias consignados en las declaraciones.
- Existe una obligación específica de facilitar las comprobaciones necesarias para la verificación de la situación tributaria.
- La Inspección está facultada para analizar directamente la documentación, exigiendo su visualización en pantalla o la impresión de listados de datos. Puede, asimismo, tomar nota de apuntes contables y datos, y obtener copias, incluso en soportes magnéticos y puede adoptar medidas cautelares como el precinto, depósito o incautación de las mercancías o productos sometidos a gravamen, así como los libros, registros, documentos, archivos, locales o equipos electrónicos de tratamiento de datos que puedan contener la información de que se trate para impedir la desaparición o alteración de la documentación. Igualmente han de conservarse los archivos informáticos que les sirvan de soporte y los sistemas de codificación que permitan la interpretación de los datos, debiendo facilitarse la conversión de dichos datos a formato legible cuando la lectura o interpretación de los mismos no fuera posible por estar encriptados o codificados.

### Inspección de bienes
Las actuaciones inspectoras, además del examen de la documentación anteriormente expuesta, pueden realizarse mediante la inspección de bienes, elementos, explotaciones y cualquier otro antecedente o información que deba de facilitarse a la Administración o que sea necesaria para la exigencia de las obligaciones tributarias.

### Entrada y reconocimiento de fincas
Los funcionarios de la inspección de los tributos, siempre que las actuaciones lo requieran, pueden entrar en fincas, locales de negocio y demás establecimientos o lugares en los que se desarrollen actividades o explotaciones sujetas a gravamen, existan bienes sujetos a tributación, se produzcan hechos imponibles o supuestos de hecho de las obligaciones tributarias o exista alguna prueba de los mismos, con ciertas limitaciones.

### Comparecencia del obligado tributario
Los obligados tributarios han de atender a la Inspección y prestarle la debida colaboración en el ejercicio de sus funciones. El obligado tributario que hubiera sido requerido por la Inspección debe personarse, por sí o por medio de representante , en el lugar, día y hora señalados para la práctica de las actuaciones y aportar o tener a disposición de la Inspección la documentación y demás elementos solicitados.

### Derechos
- Consideración de agentes de autoridad. Los funcionarios de la Inspección de los Tributos, junto con los de Recaudación y los que realicen actuaciones de comprobación limitada fuera de las oficinas de la Administración tributaria, tienen la consideración de agentes de autoridad. Esta consideración tiene importantes efectos, incluso en el ámbito penal, para los que ofrezcan resistencia o cometan atentado o desacato contra ellos, de hecho o de palabra, durante actos de servicio o con motivo del mismo

- Derecho a recabar la protección y auxilio de las autoridades públicas. Las autoridades, los titulares de los órganos del Estado, de las CCAA y de las entidades locales, organismos autónomos y entidades públicas empresariales, deben prestar a los funcionarios de la Inspección de los Tributos apoyo, concurso, auxilio y protección para el ejercicio de sus funciones

### Deberes
La Inspección de los Tributos, como integrante de la Administración Pública, debe, de acuerdo con la Ley de Régimen Jurídico de las Administraciones Públicas y del Procedimiento Administrativo Común, servir con objetividad los intereses generales y actuar de acuerdo con los principios de eficacia, jerarquía, descentralización, desconcentración y coordinación, con sometimiento pleno a la Ley y al Derecho.
- Trato con el debido respeto y consideración a los obligados tributarios, desarrollando sus actuaciones en la forma que resulte menos gravosa, siempre que no perjudique el cumplimiento de sus obligaciones tributarias.

- El personal inspector debe informar a los obligados tributarios, al inicio de las actuaciones de comprobación e investigación, de la naturaleza y alcance de las mismas, así como de sus derechos y obligaciones tributarias.

- Deber de secreto y sigilo. El personal de la Inspección debe guardar el más estricto y completo sigilo respecto de los datos, informes o antecedentes de los que tenga conocimiento en el ejercicio de sus funciones.

- Deber de denuncia. Cuando de los datos, informes o antecedentes de los que tenga conocimiento la Inspección en el desarrollo de sus actuaciones se derive la posible existencia de un delito, debe denunciarlo.